# HMS London (1766)
Pour les autres navires du même nom, voir HMS London.

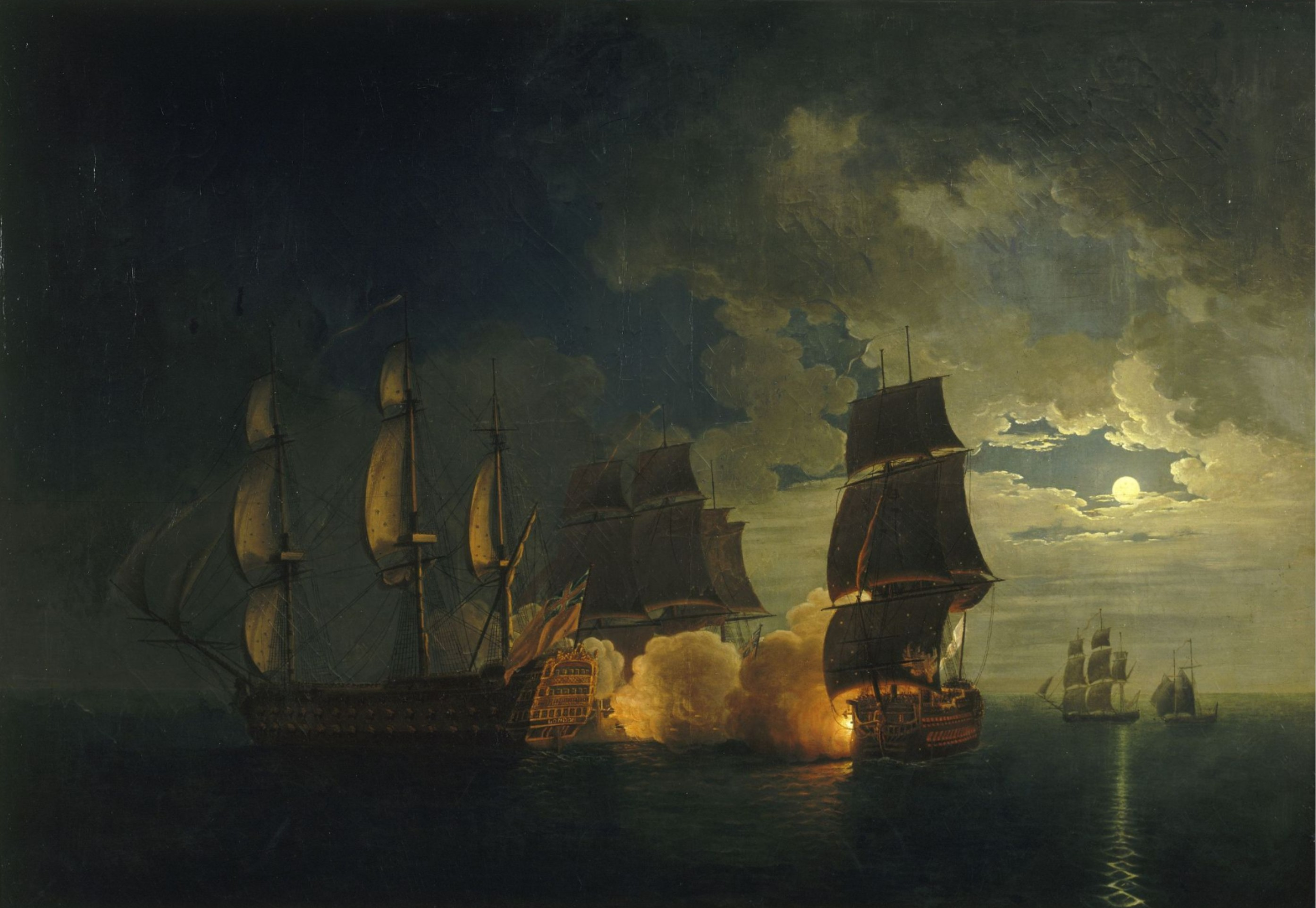
Combat du Scipion contre le London (Musée national de la Marine, Toulon)

Le HMS London est un navire de ligne de deuxième rang de classe London portant 98 canons. Il est en service dans la Royal Navy.
Lancé le 24 mai 1766 au Chatham Dockyard avec 90 canons, il est renforcé par 8 canons supplémentaires.
Il est le navire amiral de Thomas Graves à la bataille de la baie de Chesapeake en 1781. À la bataille d'Hispaniola, il est endommagé par le Scipion.
Il participe également aux guerres de la Révolution française (bataille de Groix et bataille de Copenhague) et au guerres napoléoniennes (bataille du Cap-Vert).
Il est aussi présent lors du transfert de la cour portugaise au Brésil.
il est détruit en 1811.